# Comarca de Nájera
La Comarca de Nájera, La Rioja, (Espanya). A la regió Rioja Alta, de la zona de Valle.
Núm de municipis: 25
Superfície: 316,06 {\displaystyle Km^{2}}
Població (2007): 14.368 habitants
Densitat: 45,46 hab/{\displaystyle Km^{2}}
Latitud mitjana: 42º 23' 34" nord
Longitud mitjana: 2º 43' 14" oest
Altitud mitjana: 617,33 msnm

## Municipis de la comarca
Alesanco, Alesón, Arenzana de Abajo, Arenzana de Arriba, Azofra, Badarán, Bezares, Bobadilla, Camprovín, Canillas de Río Tuerto, Cañas, Cárdenas, Castroviejo, Cordovín, Hormilla, Hormilleja, Huércanos, Manjarrés, Nájera, Santa Coloma, Torrecilla sobre Alesanco, Tricio, Uruñuela, Villar de Torre, Villarejo.